# American Graphophone Company

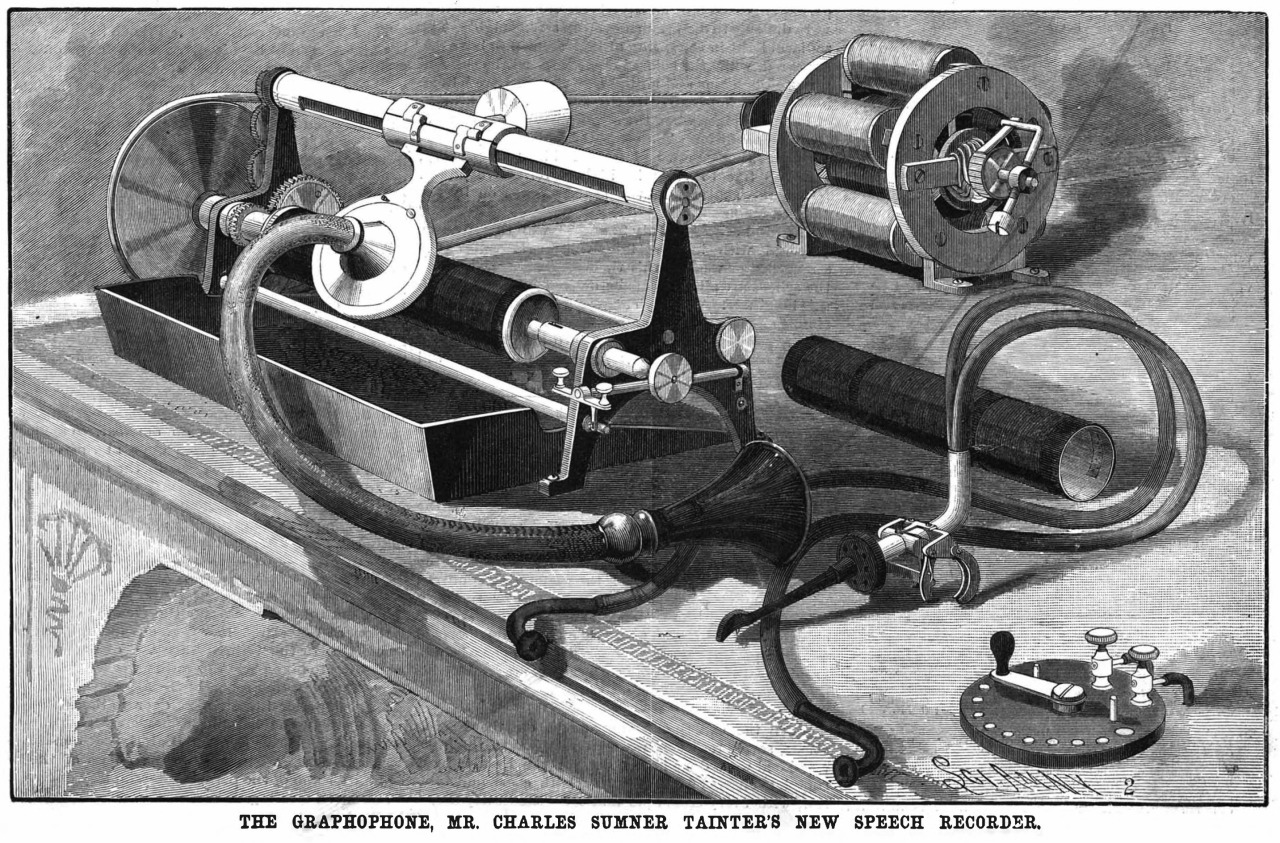
Grafófono de la American Graphophone (1888)

La American Graphophone Company fue una empresa estadounidense creada a finales del siglo XIX, dedicada a la comercialización del recién aparecido grafófono, una versión mejorada del fonógrafo originalmente patentado por Edison. La compañía estuvo activa entre 1887 y 1893, cuando fue adquirida por la Columbia Phonograph Company. 

## Historia
La compañía fue fundada el 28 de marzo de 1887 por un grupo de capitalistas de Filadelfia deseosos de comercializar el grafófono, un medio de reproducción sonora que utilizaba cilindros fonográficos de cera endurecida sobre cartón desarrollados en el Laboratorio Volta por Charles Sumner Tainter y Chichester Bell, que suponían una clara mejora sobre las hojas de estaño utilizadas hasta entonces por los fonógrafos de Thomas Edison.
La compañía abrió un pequeño taller en la Howe Machine Factory (una fábrica de máquinas de coser) de Bridgeport (Connecticut), que inicialmente producía tres o cuatro máquinas al día, y que más adelante se convirtió en la Dictaphone Corporation.
Poco después, la Volta Graphophone Company se integró en la nueva compañía, lo que le permitió controlar tanto las patentes como la producción de los aparatos que vendía. Sin embargo, el empresario Jesse H. Lippincott se propuso dominar el naciente mercado estadounidense de los dictáfonos, para lo que adquirió los derechos del grafófono (invirtiendo 200.000 dólares en la American Graphophone) y compró la Edison Speaking Phonograph Company y sus patentes (por 500.000 dólares), creando la North American Phonograph Company en 1888. Sin embargo, la rápida quiebra de la compañía de Lippincott a comienzos de la década de 1890, puso en dificultades a la American Graphophone Company, que finalmente sería absorbida en 1893 por la Columbia Phonograph Company, que había sido fundada como una subsidiaria de la empresa absorbida, dedicada a comercializar grafófonos.